# Orkan Anatol
Anatol, in Skandinavien Carola, war ein Orkan, der am 3. Dezember 1999 über Dänemark und Südwest-Schweden hinwegfegte. Er gehört damit neben Lothar und Sturmtief Martin zu den drei Winterstürmen von 1999. Im Mittel erreichte Anatol 136 km/h, in Böen sogar 183 km/h.

## Verlauf

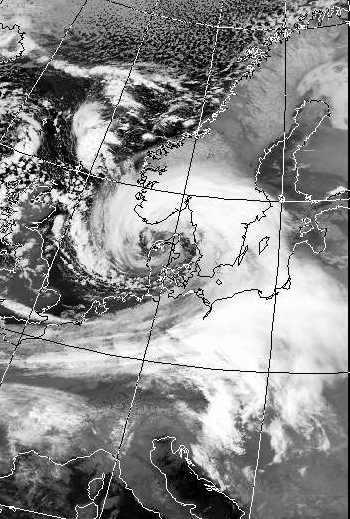
Infrarot-Satellitenbild von Anatol, aufgenommen am 3. Dezember 1999 um 17:25 MEZ.

Am 2. Dezember, um die Mittagszeit herum, wurde Anatol erstmals als kleine Welle im Seegebiet westlich von Irland registriert. Zu der Zeit lag der Kerndruck bei 1015 hPa. Am nächsten Tag erreichte er die Nordsee und hatte zur Mittagszeit einen Druck unter 970 hPa im Kern. Damit galt er als eigenständiger Tiefdruckwirbel. Als ausgewachsener Orkanwirbel tobte er über Dänemark und Südschweden. Seine Ausläufer reichten weit nach Norddeutschland hinein. Den Tiefpunkt von 955 hPa erreichte er nachts über der Halbinsel Schonen. Sein Ende fand Anatol am 4. Dezember 1999, mit 970 hPa, über dem Baltikum.

## Auswirkungen
Anatol verursachte in Dänemark und Norddeutschland erhebliche Schäden. In Dänemark gilt er seitdem als schlimmster Orkan des 20. Jahrhunderts. Auf Sylt brach nach einer Bö von 180 km/h die Stromversorgung zusammen. Auf Föhr wurden hunderte Bäume umgeweht.
Auf der Nordsee führten die starken Winde zu einer schweren Sturmflut. Die dänische Insel Rømø wurde überflutet. Die unbewohnte dänische Hallig Jordsand verschwand von der Landkarte; sie ist nur noch als Hochsand vermerkt.
Bei Ribe in der Syddanmark blieb die Flutspitze mit 5,33 Meter nur gut 20 cm unter der Burchardiflut von 1634 (um 5,5 m), und ist damit – zusammen mit der gleich hohen Novemberflut 1825 – das zweithöchste je gemessene Hochwasserereignis in Ribe. In Hamburg wurde mit 3,90 Meter über dem Mittleren Hochwasser der vierthöchste Pegelstand seit der Aufzeichnung registriert. Der Orkan führte zu Havarie des Feuerschiffs FS2 auf der Position Elbe 1, es musste anschließend abgewrackt werden und wird seitdem durch eine Leuchttonne ersetzt.